# Old Wave
| Recensione | Giudizio |
| ---------- | -------- |
| AllMusic   | [ 2 ]    |
| MusicHound | [ 3 ]    |

Old Wave è il decimo album solista di Ringo Starr, uscito il 16 giugno 1983 su etichetta RCA/Bellaphone, solo in pochi Stati.

## L'album

### Storia

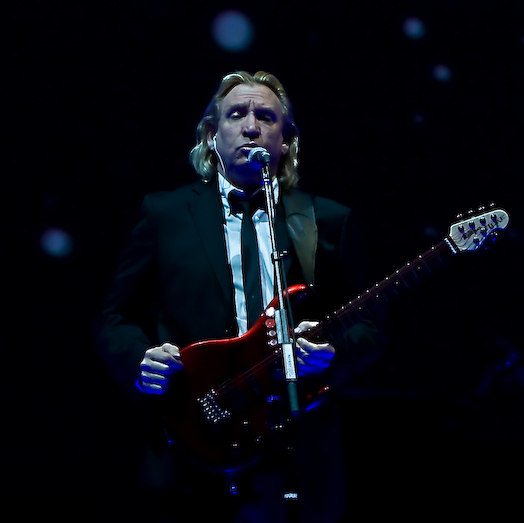
Joe Walsh

La carriera di Ringo Starr era partita, nel 1970, con l'album Sentimental Journey, che riscosse un buon successo; nello stesso anno, il batterista pubblicò anche Beaucoups of Blues, con delle vendite molto inferiori rispetto al precedente. Però l'ormai ex-beatle riuscì ad arrivare al grande successo con Ringo e Goodnight Vienna, rispettivamente del 1973 e del 1974. Anche i singoli, sia estratti da questi album che non legati ad un LP, ebbero un forte successo, specialmente negli States. A partire dalla raccolta Blast from Your Past, il successo del drummer si affievolì molto rapidamente: già le vendite iniziarono a scarseggiare con il 33 giri Ringo's Rotogravure del 1976, e caddero definitivamente con il duo Ringo the 4th del 1977 e Bad Boy del 1978. Dopo una breve pausa dell'attività musicale, Ringo pubblicò, nel 1981, Stop and Smell the Roses; questo LP "giocava" su ciò che gli aveva dato il successo mondiale: partecipazioni di personaggi di spicco del mondo della musica. Anche se non entrò in classifica nel Regno Unito, negli USA arrivò al 98º posto. Old Wave doveva quindi cercare di essere un seguito del precedente album.
Sul fronte di vita personale, Starr aveva da poco sposato l'attrice Barbara Bach.

### Composizione e registrazione
Joe Walsh arrivò nel febbraio 1982 nella casa di Ringo a Tittenhurst Park nel Regno Unito, ed iniziarono a comporre insieme brani per l'album. Alla fine, i due composero assieme Hopeless, Alibi,  e Going Down; il solo Walsh compose anche Be My Baby, mentre il duo, assieme a Mo Foster e Kim Goody, composero In My Car, ed assieme ad Eric Clapton, Chris Sainton, e John Entwistle. She's About a Mover, scritta da Doug Sahm, è una cover di un brano del Sir Douglas Quintet, mentre I Keep Forgettin', scritta da Jerry Leiber e Mike Stoller, venne originariamente interpretata da Chuck Jackson. Picture Show Life è stata scritta da John Reid e John Slate, mentre As Far as We Can Go venne composta da Russ Ballard.
I due registrarono nello studio di registrazione privato del drummer, denominato Starling Studios, sette basi strumentali nello stesso periodo della composizione. In queste sessioni, la formazione era Ringo alla voce, alla batteria ed alle percussioni, Walsh ai cori ed alle chitarre, Mo Foster al basso elettrico e Gary Brooker, affiancato da Chris Stainton, alle tastiere. In un'occasione, John Entwistle, Clapton e Ray Cooper si uniro a Starr e Walsh per una jam session, dalla quale nacque Everybody's In a Hurry but Me. Il 19 marzo Walsh ed il fonico, Jim Nipor, tornarono in California; i due ritornarono per la sovraincisione di alcune parti vocali di Ringo tra il 19 ed il 23 aprile. Nel mezzo, Starr fece una vacanza in America con la moglie, dalla quale tornò il 6 aprile. Le registrazioni continuarono il 31 maggio, e durarono fino al 10 giugno; le ultime sedute di registrazione avvennero dal 24 dello stesso mese fino a luglio. L'album venne mixato da Walsh e Nipor a Santa Barbara il 13 agosto. La versione originale di As Far as We Can Go, pubblicata come bonus track, venne registrata a Copenaghen il 23 luglio 1978, lo stesso giorno di una traccia rimasta inedita, One Way Love Affair; Ringo, assieme alla compagna Nancy Andrews, erano giunti in Danimarca il 22, e lo stesso giorno avevano registrato altre due canzoni, She's So in Love ed On the Rebound. In questa prima versione l'autore del pezzo, Russ Ballard, suona il piano elettrico; appare anche la Copenaghen Philharmonic Orchestra.

### Pubblicazione
La morte di Neil Bogart, amico di Ringo, della Boardwalk influì negativamente sulle vendite nell'album: Ringo non riuscì a trovare un contratto discografico per gli USA. In Gran Bretagna, invece, la RCA Records rifiutò di commercializzare l'album, il quale rimase inedito sia negli States che nel Regno Unito fino alla ristampa su CD.
In Germania venne pubblicato il 16 giugno 1983 dalla Bellaphon, con il numero di serie 260.16.029, mentre in Canada il 33 giri fu commercializzato dalla RCA con il numero di catalogo DXL 1-3233 il 24 dello stesso mese. Gli altri paesi nei quali fu distribuito l'album furono l'Australia, la Nuova Zelanda, il Brasile, il Messico ed il Giappone. La foto di copertina venne scattata in una cabina fotografica dell'Inghilterra Settentrionale.
Dall'album vennero tratti vari singoli:
- In My Car/As Far as We Can Go, pubblicato in Germania lo stesso giorno dell'album dalla Bellaphon con il numero di catalogo 100-16-012[4][11]
- I Keep Forgettin'/She's About a Mover, pubblicato in Messico con il numero di serie SP-5881 dalla RCA[12]
- In My Car/She's About a Mover, pubblicato negli Stati Uniti nel 1994 dalla Right Stuff con il numero di catalogo S7-18178[13]

La prima volta che dei brani di Old Wave vennero pubblicati negli Stati Uniti fu con la raccolta Starr Struck: Best of Ringo Starr, Vol.2 del 1989; in essa appaiono, dall'album In My Car, I Keep Forgettin', She's About a Mover, e, solo sul CD, Hopeless. Nessun brano appare invece su Photograph: The Very Best of Ringo del 2007. Nel 1994, la Right Suff pubblicò l'EP Old Wave/Stop and Smell the Roses - Selections from the Deluxe Collector Editions Reissues, in cui era contenuti sei brani; di Old Wave c'erano Be My Baby, In My Car e She's About a Mover. Old Wave venne pubblicata su CD dalla Right Stuff nel 1994, il 22 agosto, con la bonus track As Far as We Can Go (Original Version).

### Dopo la pubblicazione
Dopo la pubblicazione di Old Wave, la carriera musicale di Ringo Starr si interruppe. Nel 1987, iniziò a registrare un nuovo album a Memphis, ma il progetto non venne completato. L'anno seguente andò, assieme a Barbara, in una clinica di Tucson per combattere il loro alcolismo. Nel 1989, perfettamente guarito, creò la All-Starr Band e si lanciò nel suo primo tour; da questo fu tratto Ringo Starr and His All-Starr Band..., album live uscito nel 1990. Fu il primo di una lunga serie di album live. Il ritorno in studio avvenne nel 1992, con Time Takes Time, prodotto da Jeff Lynne, il quale, nel 1987, aveva collaborato con Harrison per l'album Cloud Nine, disco che doveva "riscattare" il chitarrista dopo gli insuccessi di Gone Troppo del 1982.

## Tracce
1. In My Car – 3:13 (Joe Walsh, Richard Starkey, Mo Foster, Kim Goody)
2. Hopeless – 3:17 (Joe Walsh, Richard Starkey)
3. Alibi – 4:00 (Joe Walsh, Richard Starkey)
4. Be My Baby – 3:44 (Joe Walsh)
5. She's About a Mover – 3:52 (Doug Sahm)
6. I Keep Forgettin' – 4:18 (Jerry Leiber, Mike Stoller)
7. Picture Show Life – 4:21 (John Reid, John Slate)
8. As Far as We Can Go – 3:52 (Russ Ballard)
9. Everybody's in Hurry but Me – 2:35 (Joe Walsh, Richard Starkey, John Entwistle, Eric Clapton, Chris Stainton)
10. Going Down – 3:34 (Joe Walsh, Richard Starkey)

### Ristampa su CD
L'album è stato ristampato su CD nel 1994, su etichetta The Right Stuff, con una traccia bonus:
1. As Far as We Can Go (Original Version) (feat. Russ Ballard, Copenaghen Philharmonic Orchestra) – 5:33 (Russ Ballard) – registrata a Copenaghen tra il 22 ed il 23 luglio 1978

## Formazione

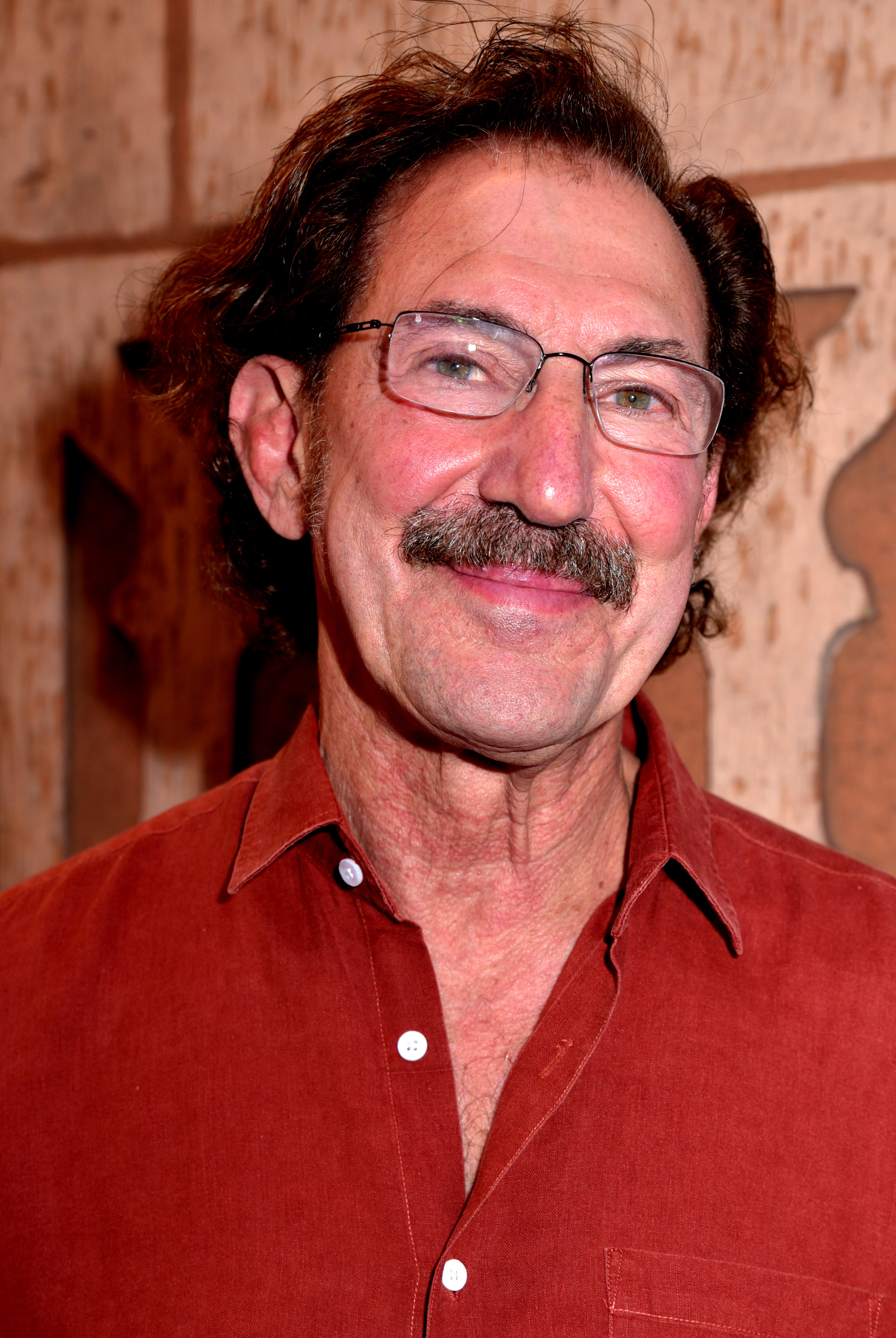
Il turnista Freebo

- Ringo Starr: voce in tutte le tracce; batteria nelle tracce 1, 2, 3, 4; percussioni nelle tracce 1, 2, 3, 4, 6
- Joe Walsh: cori nelle tracce 1, 2, 3, 4, 5, 6, 8, 10; chitarre nelle tracce 1, 2, 3, 4, 8, 9; chitarra solista nelle tracce 5, 6, 10; sintetizzatore nella traccia 8
- Eric Clapton: chitarra nella traccia 9
- Waddy Wathcel: chitarra solista nelle tracce 7; chitarra nella traccia 10
- Sherwood Ball: chitarra nelle tracce 5, 6, 7, 10
- Kal David: chitarra nelle tracce 5, 6, 7, 10
- Mo Foster: basso elettrico nelle tracce 1, 2, 3, 4, 10
- Freebo: basso elettrico nelle tracce 5, 6, 7; tuba nelle tracce 5, 6, 7
- John Entwistle: basso elettrico nella traccia 9
- Gary Brooker: tastiere nelle tracce 1, 2, 3, 4
- Chris Stainton: tastiere nelle tracce 1, 2, 3, 4
- Bruce MacPherson: organo nelle tracce 5, 6, 7, 10
- Joe Vitale: cori e pianoforte nella traccia 8
- Russ Ballard: piano elettrico sulla traccia 11
- Peter Brunetta: batteria nelle tracce 5, 7, 10
- Russell Kunkel: batteria nelle tracce 6
- Sam Clayton: percussioni nelle tracce 5, 7, 10
- Joe Lala: percussioni nelle tracce 5, 7, 10
- Jocko Marcellino: percussioni nelle tracce 5, 7, 10
- Ray Cooper: percussioni nelle tracce 6, 9
- Steve Hess: cori nelle tracce 1, 2
- Mark Easterling: cori nelle tracce 1, 2
- Patrick Marohttps: cori nelle tracce 1, 2
- Garrett Adkins: trombone nelle tracce 5, 6, 7, 10
- Lee Thornburg: tromba nelle tracce 5, 6, 7, 10
- David Wooford: sassofono nelle tracce 5, 6, 7, 10
- Copenaghen Philharmonic Orchestra: orchestra nella traccia 11[1]